# فرودگاه موسونی
فرودگاه موسونی (به انگلیسی: Moosonee Airport) یک فرودگاه همگانی باربری با کد یاتا YMO است که یک باند فرود آسفالت دارد و طول باند آن ۱٬۲۲۰ متر است. این فرودگاه در کشور کانادا قرار دارد و در ارتفاع ۹ متری از سطح دریا واقع شده‌است.

## شرکت‌های هواپیمایی و مقصدهای پروازی
| شرکت‌های هواپیمایی | مقصدهای پروازی                                                              |
| ----------------- | --------------------------------------------------------------------------- |
| North Star Air    | Attawapiskat,Kashechewan، Fort Albany                                       |
| Air Creebec       | اتوپیسکت، فورت آلبانی، کاشچوان، پیوانوک، تیمینس/ویکتور ام. پاور، واسکاگانیش |
| تاندر ایرلاینز    | اتوپیسکت، فورت آلبانی، کاشچوان، پیوانوک، تیمینس/ویکتور ام. پاور             |
| Wabusk Air        | Air Ambulance, cargo, charter service                                       |